# Polimerizzazione vivente
Nella chimica dei polimeri, una polimerizzazione vivente è un tipo di polimerizzazione a catena di tipo radicalico in cui non si ha fase di terminazione e la catena continua a propagarsi. Questo si può verificare in diversi modi. Condizioni necessarie affinché si parli di questo tipo di polimerizzazione:
- Non si hanno trasferimenti di catena né fase di terminazione
- La reazione di inizio è velocissima, molto di più che quella di propagazione.

Il risultato è che la catena polimerica cresce ad un ritmo più costante e le loro lunghezze sono più o meno le stesse, per cui l'indice di polidispersione è basso. La polimerizzazione vivente è un buon metodo per sintetizzare i copolimeri a blocchi. Altri vantaggi sono la possibilità di controllare la stereochimica e la massa molare.
La definizione ufficiale della IUPAC è: "una polimerizzazione a catena in cui il trasferimento di catena e la terminazione sono assenti".
La polimerizzazione vivente è desiderabile perché offre precisione e controllo sulle sintesi macromolecolari. Questo è importante dal momento che molte proprietà utili dei polimeri dipendono fortemente dalla loro struttura e dalle dimensioni. Considerando che il peso molecolare e la dispersione sono meno controllati nelle polimerizzazioni non-viventi, questo metodo è ottimo per la progettazione di nuovi materiali.
In molti casi una reazione di questo tipo viene confusa o considerata come sinonimo di polimerizzazione controllata. Sebbene queste due siano molto simili, c'è una differenza notevole nelle definizioni. Mentre quelle viventi sono reazioni in cui mancano trasferimenti di catena o terminazione, nelle polimerizzazioni controllate queste ci sono, soltanto che sono rallentate, non eliminate del tutto, attraverso l'azione di particolari additivi. Solitamente le reazioni viventi sono di carattere ionico (specialmente anionico), mentre quelle controllate sono di carattere radicalico. Ad ogni modo la letteratura spesso usa le due diciture indifferentemente.